# Філіпенко Віталій Аркадійович
Віталій Аркадійович Філіпенко (2 лютого 1939, м. Київ, УРСР — 31 січня 2022, Київ) — український композитор. Народний артист України (1996).

## Життєпис
Народився 2 лютого 1939 року  р. в Києві в родині композитора Аркадія Філіпенка.
Закінчив Київську консерваторію (1965, клас А. Штогаренка).
Автор багатьох музичних творів для симфонічного оркестру, фортепіано, хору, музики до фільмів: «Якщо любиш...» (1959), «Срібний тренер» (1963), «Немає невідомих солдатів» (1965), «Дитина» (1967), «Шлях до серця» (1970), «За все у відповіді» (1978), «Йшов четвертий рік війни…» (1983), «Театральний сезон» (1989), «Карпатське золото» (1991) та ін.
Помер після важкої хвороби 31 січня 2022 року, за два дні до 83-го дня народження. Похований на Байковому кладовищі разом з батьками (ділянка № 1).